# Gilbert Talbourdeau
Gilbert Talbourdeau, né à Bourbon-l'Archambault (Allier) le 14 novembre 1863 et mort à Montluçon (Allier) le 4 juillet 1943 est un architecte français. Il était architecte municipal de Montluçon et a réalisé plusieurs monuments publics importants de la ville au tournant du XIXe – XXe siècles.

## Biographie
Gilbert Albert Talbourdeau fait ses études d'architecture à l'École nationale et spéciale des Beaux-Arts de Paris, où il est admis en 1882 et où il est l'élève d'Émile Vaudremer et de Gustave Raulin. Il est diplômé le 8 décembre 1893.
Il s'établit à Montluçon où il devient architecte municipal. Dans la deuxième partie de sa carrière, il s'associe avec son fils Gilbert Georges.

## Réalisations

### Maison communale
La maison communale, dans le quartier récent de la Ville-Gozet, sur la rive gauche du Cher en face de la Vieille Ville, est le premier bâtiment important construit par Gilbert Talbourdeau.

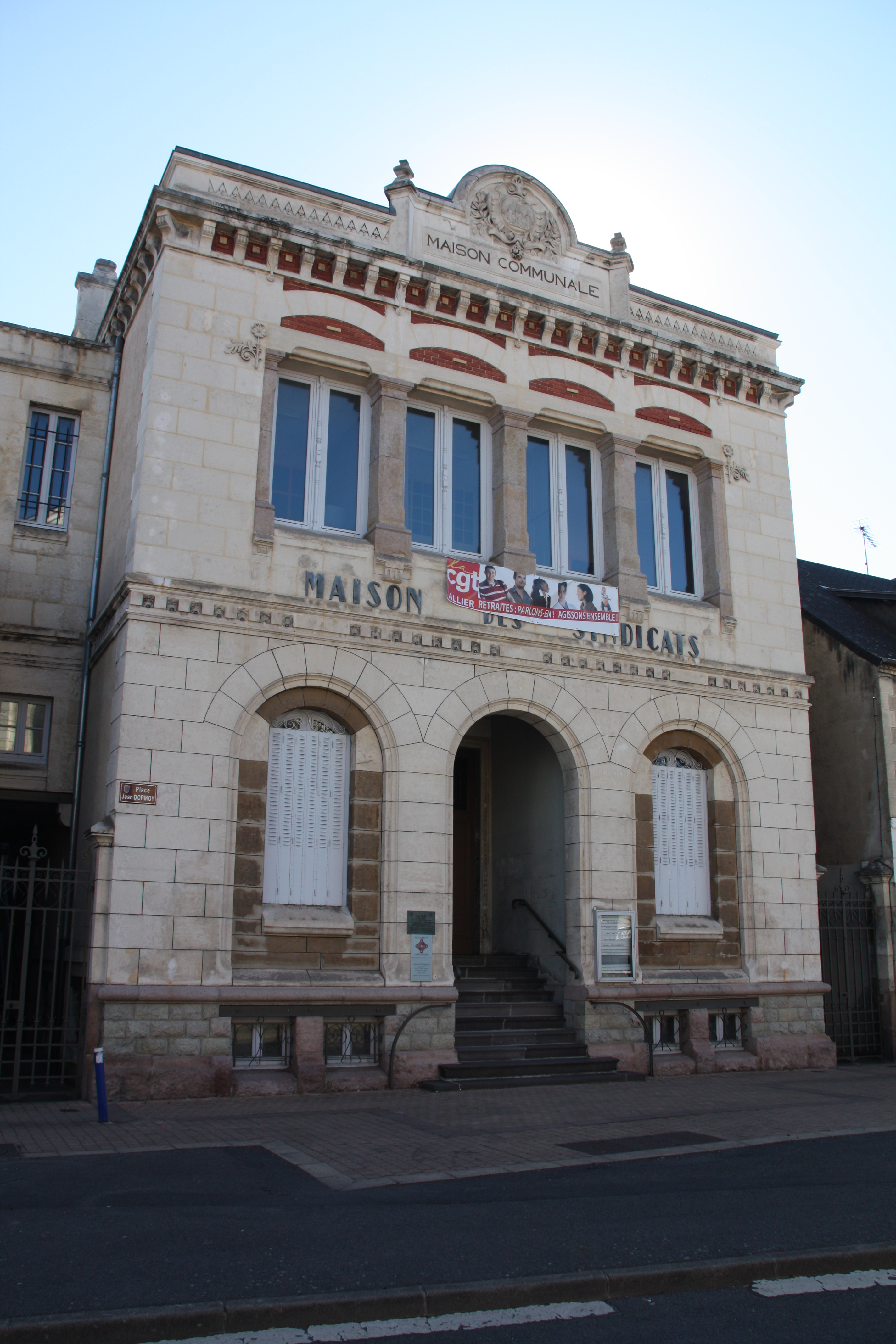
La Maison communale vis-à-vis…
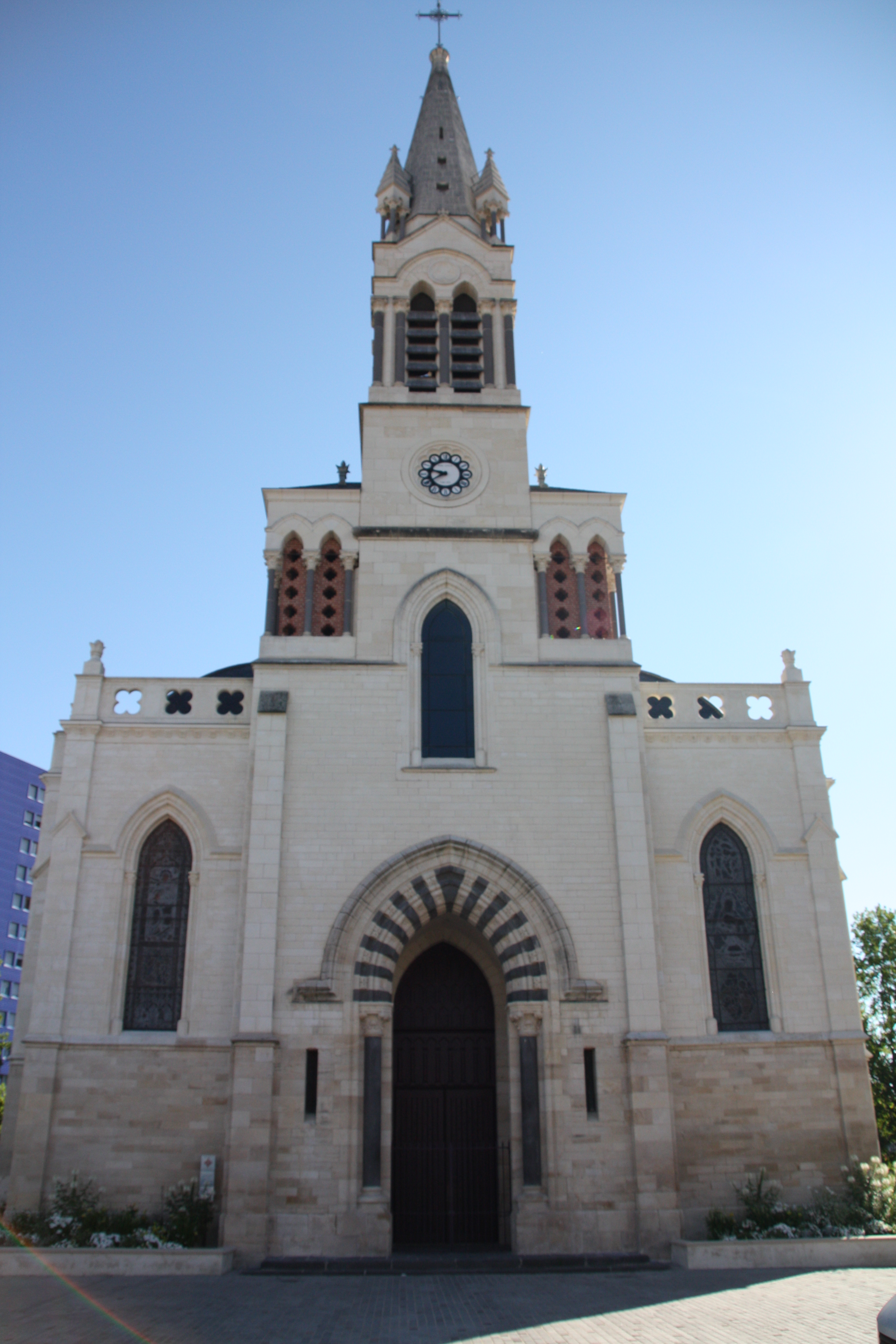
…de l'église Saint-Paul, construite par Louis-Auguste Boileau de 1863 à 1869.
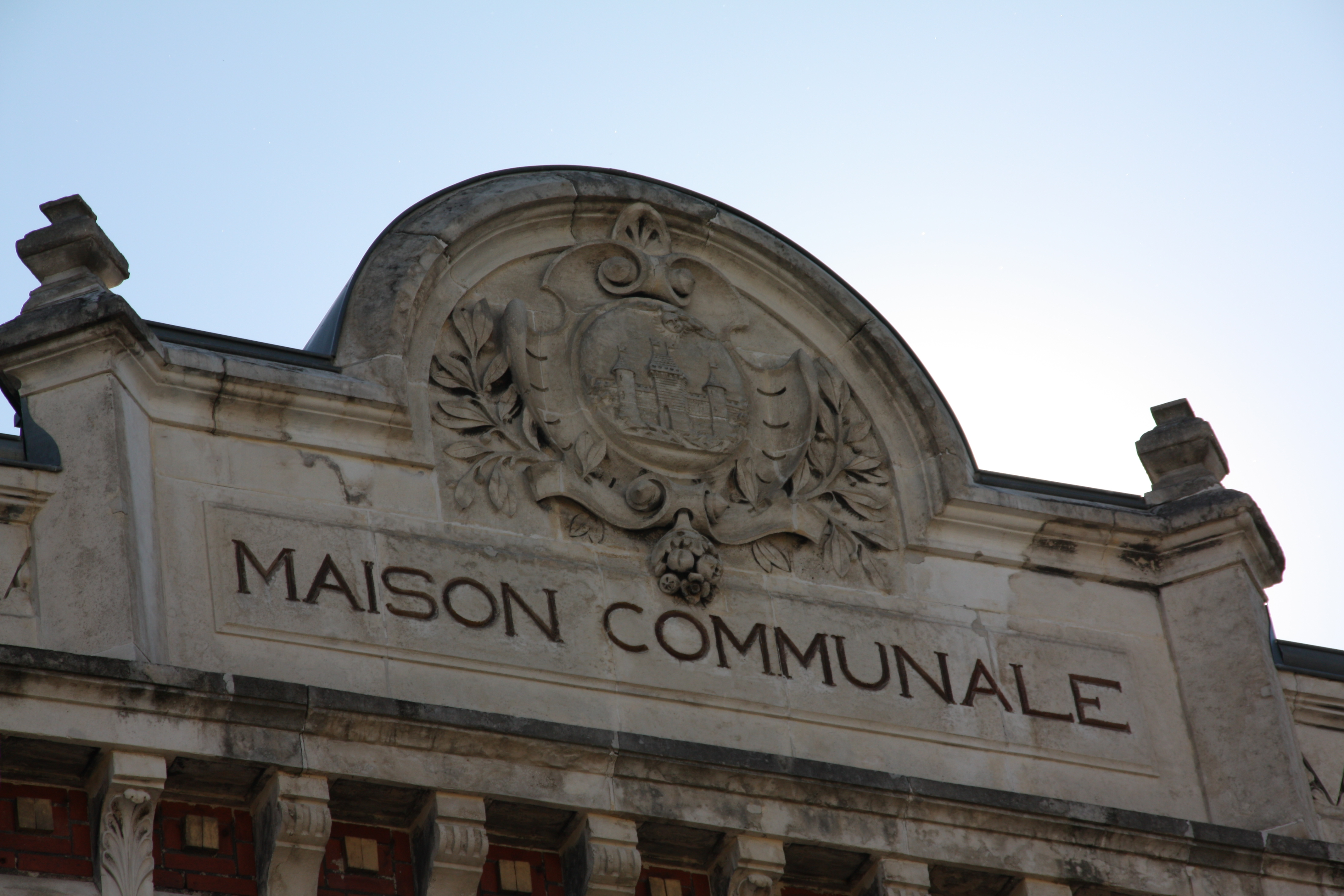
Le fronton de la Maison communale.

Le maire Jean Dormoy, premier maire socialiste de Montluçon, en décide la construction le 15 octobre 1896. La portée symbolique et politique du projet est claire : « Il s'agit donc de construire une véritable "maison du peuple" civile, face à l'église Saint-Paul, dont le voisinage exige une architecture pouvant au moins faire jeu égal avec celle de l'édifice religieux. » Le projet de Gilbert Talbourdeau est adopté par la municipalité le 8 juillet 1897 et l'édifice est inauguré le 24 septembre 1899.

### Hôtel de ville

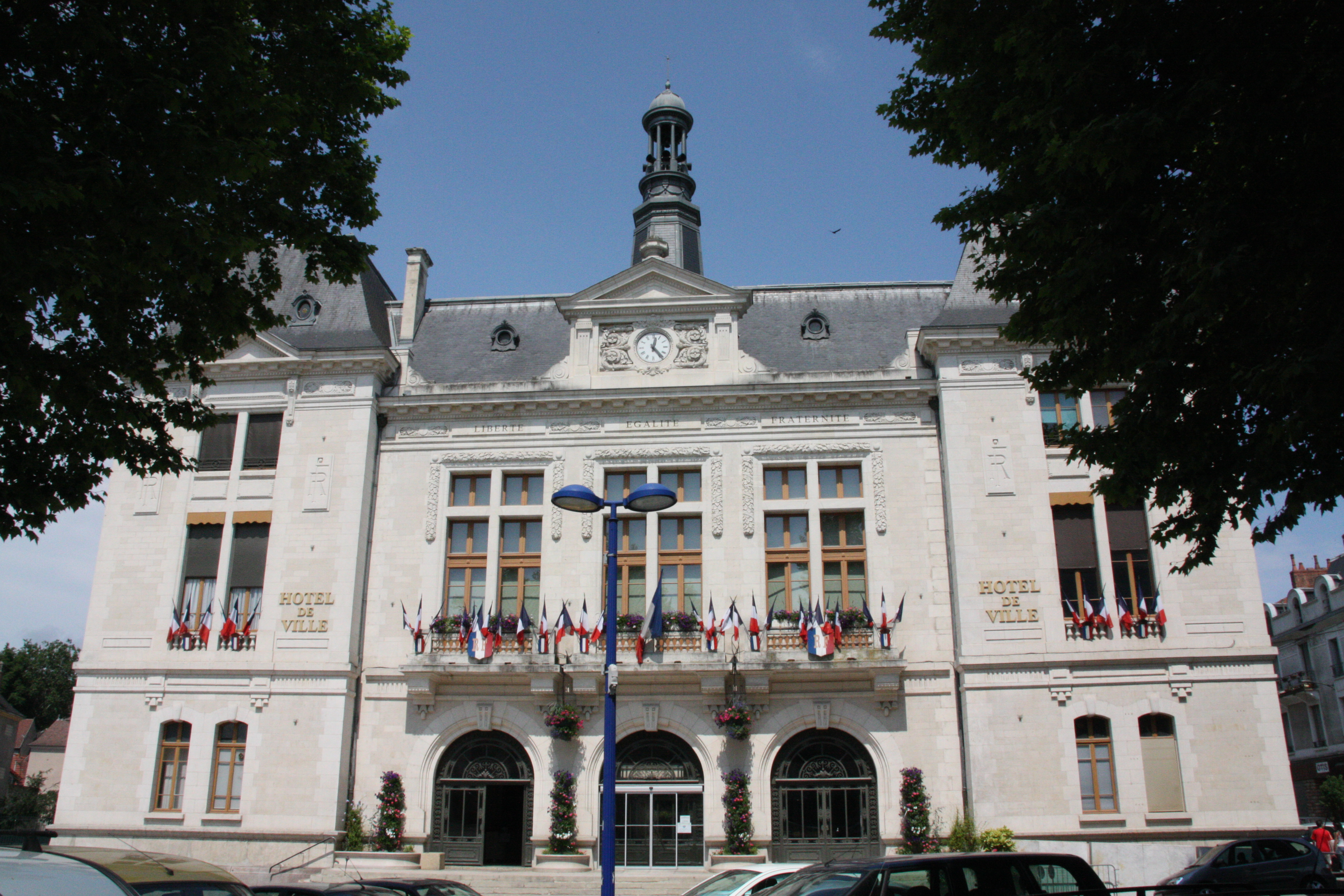
L'hôtel de ville.

L'ancien hôtel de ville de Montluçon était installé dans les bâtiments du couvent des ursulines, à la limite nord-est de la Vieille Ville. À la fin du XIXe siècle, il était en très mauvais état et la municipalité décida en 1900 de construire un nouvel édifice au même emplacement. Les travaux, conçus et menés par Gilbert Talbourdeau, s'achevèrent en 1912. La salle de réunion du conseil municipal, très vaste, somptueusement décorée et pourvue d'une cheminée monumentale, occupe la partie centrale du premier étage. La décoration intérieure du bâtiment comprenait des tableaux confiés à des peintres montluçonnais, dont le plus connu est Henri Amédée-Wetter.

### Théâtre

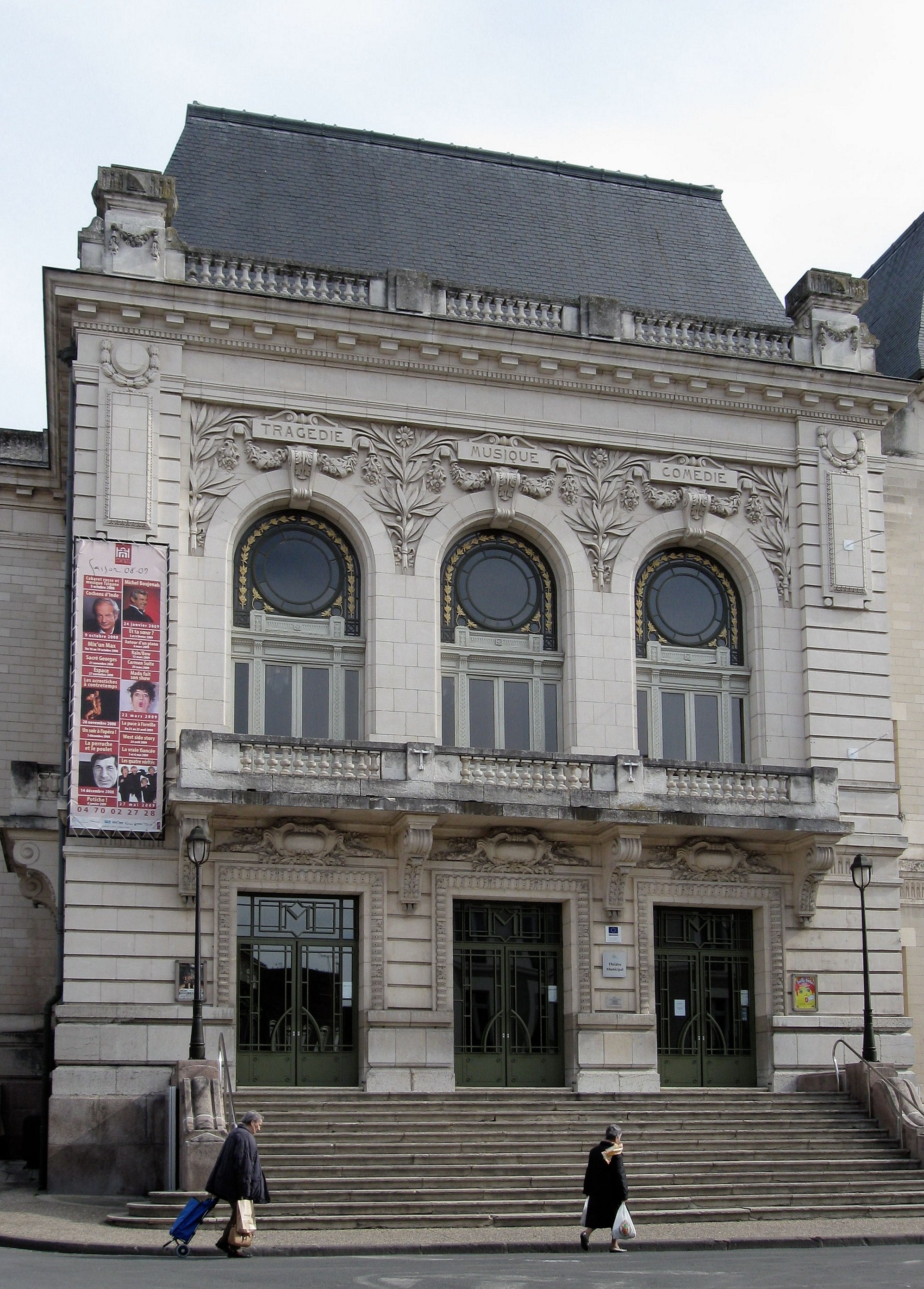
La façade du théâtre.

Le théâtre avait été installé en 1809 à côté de l'hôtel de ville, dans la chapelle du couvent des ursulines. En 1899, il fallut fermer le théâtre qui menaçait ruine. On le remplaça provisoirement par le Théâtre-cirque construit sur la place Fargin-Fayolle et on décida la construction d'un nouveau théâtre, qui fut inauguré le 17 janvier 1913, en présence de Gabrielle Robinne, sociétaire de la Comédie-Française, née en 1886 à Montluçon (dont le théâtre porte aujourd'hui le nom).
La façade, à trois travées, se dresse au-dessus d'un large escalier débouchant sur les trois portes qui donnent accès au grand vestibule. Au premier étage, trois fenêtres cintrées, qui étaient à l'origine ornées dans leur partie supérieure de vitraux circulaires représentant les arts du théâtre, éclairaient un vaste foyer. Au-dessus de ces fenêtres, trois cartouches portent les inscriptions : tragédie, musique, comédie. Cette façade a subi peu de changements, sauf la toiture.
La salle était une salle à l'italienne, au décor bleu et or. L'agencement et le décor en ont été profondément modifiés en 1968.

### Autres réalisations
- Poste de Montluçon.
- Orphelinat municipal de Montluçon.
- Immeuble de la Chambre de commerce.
- Siège de la Caisse d'Épargne.
- Caserne Richemont de Montluçon.
- Groupe scolaire et sanatorium (fondation Mercier) à Tronget (Allier)[5].
- Mairie de Domérat (Allier) (1902).
- Plusieurs monuments aux morts : à Bourbon-l'Archambault (1922), Lignerolles, Saint-Angel, Saint-Désiré (1921), Saint-Éloy-d'Allier, Tronget (1920), Viplaix[6].

## Dynastie Talbourdeau
Gilbert Talbourdeau est le premier et sans doute le plus important d'une dynastie de trois architectes montluçonnais, comprenant aussi :
- Gilbert Talbourdeau (Gilbert Georges Talbourdeau), 1883-1975, son fils, qui a construit l'hôpital de Montluçon.
- Guy Talbourdeau (Guy Gilbert Talbourdeau), 1927-2005, fils du précédent, maire-adjoint de Montluçon, conseiller général du canton de Montluçon-Sud[9].